# Беляев, Александр Николаевич (муниципальный деятель)
Александр Николаевич Беляев (17 декабря 1952, посёлок Лименда, Котласский район, Архангельская область — 7 января 2012, Архангельск) — российский муниципальный деятель, член партии «Единая Россия», мэр Северодвинска (1996—2009), министр по региональной политике и местному самоуправлению Архангельской области (2009—2012).

## Биография
Отец — следователь прокуратуры, мать — учитель физики в средней школе.
Окончил Архангельский государственный технический университет (в то время Архангельский лесотехнический институт или АЛТИ), по распределению был направлен в Северодвинск. Занимал должности мастера, прораба, главного инженера стройуправления № 1, начальника производственно-диспетчерского отдела Северодвинского строительного треста. С 1993 года первый заместитель главы администрации города Северодвинска.
8 октября 1996 года был избран главой администрации Северодвинска, набрав больше всех (42,8%) голосов избирателей. Переизбран в 2000 и 2004 годах.
За время работы мэром содержал в образцовом состоянии коммунальное хозяйство города, был одним из лучших администраторов области.
В 2009 году Беляев не стал выставлять свою кандидатуру на выборах мэра Северодвинска. Глава администрации Архангельской области Илья Филиппович Михальчук за три месяца до выборов заявил, что Беляев перейдёт на работу в администрацию области. 
14 декабря 2009 года губернатор Илья Михальчук назначил Александра Беляева министром по региональному развитию и местному самоуправлению. Александр Николаевич стал руководителем и специалистом в той сфере, которую хорошо знал, - это местное самоуправление. Губернатор напутствовал экс-мэра следующими словами:

«Уверен, что накопленный Вами за 12 лет работы главой города, являющегося вторым в области по величине и федеральным по сути, позволит в короткие сроки сформировать единое сообщество муниципального управления и государственной власти».

Александр Николаевич Беляев скоропостижно скончался 7 января 2012 года в городе Архангельске в возрасте 59 лет. Похоронен он в Северодвинске.

## Память
В честь Александра Беляева в Северодвинске названа новая площадь на пересечении проспектов Морского и Победы.

## Награды
- Орден Дружбы (8 августа 1998 года) — за большой вклад в социально-экономическое развитие города и многолетний добросовестный труд[5]